# Radovani
 Radovani  (olaszul: Radovani) falu Horvátországban, Isztria megyében. Közigazgatásilag  Višnjanhoz tartozik.

## Fekvése
Az Isztria középső részén, Pazintól 16 km-re nyugatra, községközpontjától 5 km-re délkeletre, a 21-es főúttól nyugatra fekszik.

## Története
A településnek 1880-ban 99, 1910-ben 173 lakosa volt. Az első világháború után a rapallói szerződés értelmében Isztria az Olasz Királysághoz került. A második világháború után Jugoszlávia része lett. Jugoszlávia felbomlása után 1991-ben a független Horvátország része lett. 2011-ben 48 állandó lakosa volt. Lakói mezőgazdasággal és állattartással foglalkoznak.

## Nevezetességei
Szent György tiszteletére szentelt temploma a 13. században épült, a közelmúltban restaurálták. A templom négyszög alaprajzú, egyhajós épület. A homlokzat feletti kétfülkés nyitott harangtornyában két harang található, melyek közül a bal oldalin Szent György ábrázolása látható.

## Lakosság
| Lakosság változása | Lakosság változása | Lakosság változása | Lakosság változása | Lakosság változása | Lakosság változása | Lakosság változása | Lakosság változása | Lakosság változása | Lakosság változása | Lakosság változása | Lakosság változása | Lakosság változása | Lakosság változása | Lakosság változása | Lakosság változása |
| ------------------ | ------------------ | ------------------ | ------------------ | ------------------ | ------------------ | ------------------ | ------------------ | ------------------ | ------------------ | ------------------ | ------------------ | ------------------ | ------------------ | ------------------ | ------------------ |
| 1857               | 1869               | 1880               | 1890               | 1900               | 1910               | 1921               | 1931               | 1948               | 1953               | 1961               | 1971               | 1981               | 1991               | 2001               | 2011               |
| 0                  | 0                  | 99                 | 121                | 133                | 173                | 0                  | 0                  | 119                | 113                | 110                | 79                 | 65                 | 50                 | 51                 | 48                 |